# Priosphenodon
Priosphenodon is een geslacht van uitgestorven reptielen uit de Sphenodontia-groep uit het Cenomanien-Turonien van Noord-Patagonië.
Het fossiel werd in oktober 2003 beschreven door Sebastián Apesteguia en Fernando E. Novas. (Letters to Nature 425, 609ff 2003).
Priosphenodon is een verwant van de brughagedis van Nieuw-Zeeland en stamt uit het Krijt. Er werd voorheen aangenomen dat de Sphenodontia, die al in het Trias ontstaan waren en in de Jura wijdverspreid waren, in het Krijt grotendeels uitgestorven waren. Verdringing door de Squamata -de echte hagedissen- werd meestal als verklaring aangenomen. Een uitzondering werd ingeruimd voor enige uithoeken zoals Nieuw-Zeeland, dat zich al vroeg van de rest van Gondwana afsplitste.
Priosphenodon kwam daarom als een verrassing, vooral omdat het dier vrij groot was -zo'n meter groot- en in ruime aantallen als fossiel gevonden werd. Het speelde dus een aanzienlijke rol in de fauna van wat toen zuidelijk Gondwana was, naast Dinosauria, zoogdieren, slangen, schildpadden en longvissen. Het ziet er nu naar uit dat de Sphenodontia in zuidelijk Gondwana nog lang niet verdwenen waren. Mogelijk gebeurde dat pas aan het eind van het Krijt of nog later.
Priosphenodon was een hagedisachtig dier. Het had een vrij massieve schedel met een gehaakte bek aan de bovenkaak. Verder naar achteren in de bek had het een rechte nauw aaneengesloten reeks tanden die wel wat op een rasp leken en nauwsluitend samenvielen met hun tegenhangers in de andere kaak.